# Homem Binário
Homem Binário é o primeiro álbum solo do guitarrista Lúcio Maia, com o projeto "Maquinado".

## Faixas
1. Arrudeia
2. Não queira se Aproximar
3. Tá Tranquilo
4. Alados
5. Sem Conserto
6. O Dia do Julgamento
7. O Som
8. Eletrocutado
9. Despeça dos Argumentos
10. Vendi a Alma
11. Além do Bem